# Kim Ji-Seon
Kim Ji-Seon (en hangul, 김지선) es una física surcoreana. Es investigadora y profesora del departamento de física del Imperial College London. Formó parte del equipo ganador del Premio Descartes otorgado por la Unión Europea.

## Carrera
Creció en Corea del Sur, estudió una licenciatura en física en la Universidad de Mujeres Ewha en 1992. Finalizó una maestría en física teórica en 1994 y se mudó al Reino Unido para trabajar en la Universidad de Cambridge, donde se unió al grupo de investigación de Richard Friend e hizo un doctorado. Su tesis consistió en una investigación sobre diodos emisores de luz de polímero.

### Investigación
En la Universidad de Cambridge, Kim obtuvo una Beca de Investigación Avanzada EPSRC para el grupo de optoelectrónica y realizó una investigación sobre materiales semiconductores orgánicos. Su investigación se centra en el nanoanálisis de materiales electrónicos impresos, el establecimiento de nuevos procesos de impresión y el desarrollo de nuevas técnicas de caracterización. En 2003, formó parte del equipo que ganó el Premio Descartes de la Comisión Europea por diodos emisores de luz a base de polímeros.
En 2007 se unió a Imperial College London como profesora, donde su grupo identificó técnicas de exploración y espectroscopía que pueden identificar la microestructura y cambiar los mecanismos de transporte dentro de los materiales orgánicos. Es especialista en espectroscopia Raman. Es profesora de física de estado sólido en el Imperial College London y profesora visitante de Ciencia e Ingeniería de Materiales del Instituto Avanzado de Ciencia y Tecnología de Corea. Además, ha participado en el fortalecimiento de los lazos entre el Reino Unido y Corea, creando asociaciones estratégicas con instituciones como el Instituto Gwangju de Ciencia y Tecnología. En 2016 firmó un memorando de entendimiento, creando el centro de investigación y desarrollo GIST-ICL.